# Eschatarchia formosona
Eschatarchia formosona là một loài bướm đêm trong họ Geometridae.